# Chalkyitsik, Alaska
Chalkyitsik, Alaska (енгл. Chalkyitsik) насељено је место без административног статуса у америчкој савезној држави Аљаска.

## Демографија
По попису из 2010. године број становника је 69, што је 14 (-16,9%) становника мање него 2000. године.
| Група             | 2000.    | 2010.      |
| Белци             | 2 (2,4%) | 10 (14,5%) |
| Афроамериканци    | 0 (0,0%) | 0 (0,0%)   |
| Азијати           | 0 (0,0%) | 0 (0,0%)   |
| Хиспаноамериканци | 0 (0,0%) | 0 (0,0%)   |
| Укупно            | 83       | 69         |